# کلودیا هرتگن
کلودیا هرتگن (انگلیسی: Claudia Hürtgen؛ زادهٔ ۱۰ سپتامبر ۱۹۷۱) راننده خودروی مسابقه‌ای اهل آلمان است.